# 芸娘 (歌曲)
〈芸娘〉为1974年香港無綫電視古裝剧集《芸娘》（改編自《浮生六記》）的主题曲，由顾嘉煇作编曲、叶绍德填词、华娃主唱，同年收錄于由娱乐唱片出品的粵語专辑《芸娘》內，是华娃的代表作之一。

## 简介
1974年，〈啼笑因緣〉掀起電視劇歌曲熱潮，此曲屬其中一首代表作，樂評人黃志華曾形容為「燴灸人口」。
華娃原是唱國語時代曲出身，這是其首次灌錄粵語流行曲 。詞曲陣容則沿襲〈啼笑因緣〉，顧嘉煇繼續譜出其擅長的嶺南粵樂風中式小調。填詞的葉紹德是粵劇編劇家，1970年代初因粵劇式微而轉投電視音樂界。歌詞以文言文所填，並跟據劇情，歌頌了沈三白和芸娘的愛情。
評論人張月愛於1980年撰文，認為此曲跟〈田園春夢〉等作品當年雖流傳一時，但因「無法擺脫〈啼笑姻緣〉廣東小調的規範」，及後被人遺忘。